# Haematopota pungens
Haematopota pungens är en tvåvingeart som beskrevs av Carl Ludwig Doleschall 1856. Haematopota pungens ingår i släktet Haematopota och familjen bromsar. Inga underarter finns listade i Catalogue of Life.